# ویکتوریا ویاروئل
ویکتوریا یوجنیا ویاروئل (انگلیسی: Victoria Eugenia Villarruel؛ زادهٔ ۱۳ آوریل ۱۹۷۵) یک سیاستمدار، وکیل، نویسنده و فعال حقوق بشر اهل آرژانتین است که از سال ۲۰۲۳ به عنوان معاون رئیس‌جمهور آرژانتین خدمت می‌کند. ویاروئل بنیان‌گذار و رئیس مرکز مطالعات حقوقی تروریسم و قربانیان آن (CELTYV) است.

## دوران جوانی و تحصیلات
ویاروئل در ۱۳ آوریل ۱۹۷۵متولد شد. پدربزرگ او یک مورخ بود که به استخدام نیروی دریایی آرژانتین درآمد و از چهار بمب‌گذاری چریکی جان سالم به در برده بود.
در سال ۲۰۰۸، او دوره هماهنگی‌های بین سازمانی و مبارزه با تروریسم را در مرکز مطالعات دفاعی ویلیام جی پری گذراند، این مرکز یک مؤسسه وزارت دفاع ایالات متحده است که در دانشگاه دفاع ملی در واشینگتن دی سی قرار دارد.

## فعالیت حرفه‌ای
ویاروئل در ۲۰۱۱ در انجمن آزادی اسلو در سخنرانی خود به عنوان «تاریخ رسمی» آرژانتین مدرن را به چالش کشید. بر اساس آن اسناد مطرح شده در این سخنرانی، تروریسم کم و بیش در زمان دیکتاتوری منحصراً در جریان به اصطلاح «جنگ کثیف» ۱۹۷۶–۱۹۸۳ جریان داشت، نکته ویاروئل این بود که تروریسم سازمان یافته در آرژانتین نیز در سالهای ۱۹۷۳–۱۹۷۶ حتی هنگامی که دارای یک حکومت دموکراتیک بود انجام می‌گرفت، وی دو گروه تروریستی بزرگ آرژانتینی در آن دوران را متهم کرد که حداقل یکی از گروه‌های تروریست اسلامی را آموزش می‌داند. به گفته ویاروئل، از ۱۹۶۹ تا ۱۹۸۰، بیش از ۲۱۰۰۰ حمله تروریستی در آرژانتین انجام گرفت که به‌طور متوسط روزانه به هفت حمله می‌انجامید. ویاروئل اظهار داشت که این تاریخ بعداً توسط رژیم نستور کیرشنر پنهان شد، تروریست‌های دهه ۱۹۷۰ از حمایت خانواده کیرشنر برخوردار شدند و بسیاری از آن تروریست‌های سابق، تا سال ۲۰۱۱، مسئولیت‌هایی در نهاد آرژانتین به عنوان کارمندان دولت یا روزنامه نگاران برعهده داشتند.
در مقابل، هزاران شهروند گمنام آرژانتینی که ترور، ربوده، شکنجه، فلج مادام العمر، یا تحت تأثیر تروریسم قرار گرفتند، در رژیم کریستینا فرناندس همچنان از شناسایی به عنوان قربانی محروم شدند و سیاست‌های دولت توجهی به این موضوع نکرد. این مربوط به دورانی است که در آن اقدامات تروریستی صورت می‌گرفت. ویاروئل ادعا کرد، ده‌ها سال را در انتظار عدالت و ناتوان از تأثیرگذاری در حاشیه تماشا کرده‌اند در حالی که دولت به جای حمایت از حقوق قربانیان، از مهاجمان آنها محافظت می‌کرد. ویاروئل خاطرنشان کرد، هیچ تلاشی برای تأمین حقوق این قربانیان هرگز در دادگاه‌های آرژانتین به نتیجه‌ای نرسیده است. برعکس، قضات دائماً به عنوان «ضامن مصونیت از مجازات تروریست‌ها» عمل کرده‌اند. در همین حال، افرادی در بالاترین سطوح دولتی که خود را مدافع حقوق بشر می‌دانند در واقع از تروریست‌های بومی حمایت کرده و از اخراج تروریست‌های خارجی خودداری کرده‌اند.
ویاروئل همچنین در سخنرانی خود رژیم کیرشنر را متهم به همکاری با ایران کرد.
در مصاحبه ای که ویاروئل در ۲۰۱۱ انجام داد اظهار داشت که حتی سیاستمداران مخالف در آرژانتین از صحبت در مورد قربانیان تروریسم دهه ۱۹۷۰ اجتناب می‌کنند، در حالی که اعضای رژیم کیرشنر با آنها به عنوان افراد غیر شخصی رفتار می‌کردند. در نتیجه، نسلی از آرژانتینی‌های بی‌خبر از تاریخ خود در آن دوره بزرگ شده‌اند. او گفت که «مرکز مطالعات حقوقی تروریسم و قربانیان آن» تاکنون موفق به شناسایی ۱۳٬۰۷۴ قربانی تروریستی شده است و افزود که این فقط رقم «اولیه» است.
پس از پایان دوران کیرشنر در اوایل سال ۲۰۱۶، ویاروئل شکایت کرد که در دوران ریاست جمهوری نستور و کریستینا کیرشنر، چریکهای چپ دهه‌های گذشته توسط دولت بازسازی، عفو و حتی «تجلیل» شده‌اند. در همین حال، قربانیان این تروریست‌ها از عدالت محروم مانده‌اند. ویاروئل اظهار تأسف کرد که این تروریست‌های سابق در آرژانتین از همدردی گسترده‌ای برخوردار بودند زیرا ظاهراً علیه دیکتاتوری نظامی قیام کردند، هر چند که به گفته وی، اکثر جنایات در دوران کودتای نظامی و در واقع در سه سال دموکراسی بلافاصله قبل از سال ۱۹۷۶ انجام شده است.
ویاروئل به دلیل انتقاد از تروریست‌ها و بازپروری آنها متهم به دفاع از جنگ کثیف شده است. او گفت: «در آرژانتین، اگر شما از چریکها حمایت نکنید، مردم تصور می‌کنند که شما از دیکتاتوری حمایت می‌کنید.» او در این میان تهدید به مرگ دریافت کرده است و در نتیجه موظف است اقدامات احتیاطی گسترده‌ای انجام دهد.